# Clase St. Louis (1905)
La clase St. Louis fue un grupo de tres cruceros protegidos usados por la Armada de los Estados Unidos al comienzo del siglo XX.

## Historia de la clase
Autorizada en 1900,los cruceros de la clase St. Louis, se comenzaron inicialmente como una mejora de la anterior clase Columbia. Sin embargo, durante la fase de diseño, se tomó la decisión de incrementar el desplazamiento del buque desde las 6000 a las 9700 t Otras decisiones tomadas, fueron el intentar aumentar la velocidad del buque usando cañones de 152 mm en lugar de 203 mm También se aumentó, lo cual era necesario por el mayor tamaño de las máquinas del buque. El buque, tenía el mismo desplazamiento que muchos cruceros acorazados de la época, con un blindaje y armamento similar.

## Buques de la claseSt. Louis
- USS St. Louis (C-20)
- USS Milwaukee (C-21)
- USS Charleston (C-22)